# Cameron Fleming
Cameron Jarrod Fleming (* 3. September 1992 in Fort Hood, Texas) ist ein US-amerikanischer American-Football-Spieler auf der Position des Offensive Tackles. Er spielte für die New England Patriots, die Dallas Cowboys und die New York Giants in der National Football League (NFL). Zuletzt stand Fleming bei den Denver Broncos unter Vertrag.

## Frühe Jahre
Fleming wuchs in Texas auf und besuchte die Cypress Creek High School in Houston. Dort war er in der Football- und in der Basketballmannschaft der Schule aktiv. Er galt als einer der besten Offensive Tackles seines Jahrgangs und verhalf seiner Schule zu einem Sieg in der Distriktmeisterschaft. Nach seinem Highschoolabschluss erhielt er ein Stipendium der Stanford University, für die er von 2010 bis 2013 spielte. In seinem ersten Jahr kam er allerdings nicht zum Einsatz und wurde geredshirted. In den darauffolgenden drei Jahren kam er jedoch in 42 Spielen zum Einsatz und startete auch in den meisten davon. In dieser Zeit konnte er seinem Team zu zwei Siegen in der Pacific-12 Conference sowie einem Sieg im Rose Bowl 2012 verhelfen. Er selbst wurde 2013 ins Second-Team All-Pac 12 gewählt.

## NFL

### New England Patriots
Beim NFL-Draft 2014 wurde er in der 4. Runde an 140. Stelle von den New England Patriots ausgewählt. Sein NFL-Debüt gab er am 1. Spieltag der Saison 2014 bei der 20:33-Niederlage gegen die Miami Dolphins. Beim 30:7-Sieg gegen die Minnesota Vikings am darauffolgenden Spieltag spielte er das erste Mal von Beginn an. Insgesamt kam er in der Saison nur als Backup in 7 Spielen zum Einsatz, davon in zweien jedoch von Beginn an. Da die Patriots in dieser Saison jedoch 12 Spiele gewannen und nur 4 verloren, konnten sie die AFC-East-Division gewinnen und sich somit für die Playoffs qualifizieren. Dort gab Fleming im AFC Championship Game gegen die Indianapolis Colts sein Debüt, das mit 45:7 gewonnen wurde. Somit nahmen die Patriots an Super Bowl XLIX gegen die Seattle Seahawks teil, der mit 28:24 gewonnen werden konnte. Auch in diesem Spiel kam Fleming zum Einsatz.
Vor der Saison 2015 wurde Fleming von den Patriots entlassen und erhielt danach einen Vertrag im Practice Squad. Im Oktober wurde er jedoch in den Spieltagskader befördert und kam in insgesamt 12 Spielen zum Einsatz, davon in 7 von Beginn an. In den Playoffs unterlagen sie jedoch den Denver Broncos im AFC Championship Game. In der Saison 2016 kam er in allen Spielen der Regular Season zum Einsatz, jedoch nur in fünf von Beginn an. Erneut konnten sich die Patriots mit 14 Siegen und 2 Niederlagen für die Playoffs qualifizieren, in denen sie nach Siegen gegen die Houston Texans und Pittsburgh Steelers Super Bowl LI erreichten. In diesem Spiel trafen sie auf die Atlanta Falcons und konnten das Spiel mit 34:28 gewinnen, Fleming kam in allen Playoff-Partien zum Einsatz. In der Saison 2017 kam er in der 1. Saisonhälfte wenig zum Einsatz, wurde jedoch ab dem 13. Spieltag Stammspieler für die Patriots. Diese konnten sich erneut für die Playoffs und schließlich für Super Bowl LII qualifizieren. Dort spielte Fleming, wie schon zuvor im AFC Championship Game gegen die Jacksonville Jaguars, von Beginn an. Nichtsdestotrotz konnte er nicht seinen dritten Super Bowl gewinnen, das Spiel wurde mit 33:41 gegen die Philadelphia Eagles verloren. Nach der Saison wurde Fleming ein Free Agent.

### Dallas Cowboys
Daraufhin unterschrieb er am 26. März 2018 einen Vertrag bei den Dallas Cowboys, doch auch dort wurde er größtenteils als Backup eingesetzt. Sein Debüt für sein neues Team gab er am 1. Spieltag der Saison 2018 bei der 8:16-Niederlage gegen die Carolina Panthers. Insgesamt kam er in 14 Spielen zum Einsatz, davon in drei als Starter. Auch mit den Cowboys konnte er sich für die Playoffs qualifizieren, sie schieden allerdings, nach einem vorherigen Sieg gegen die Seattle Seahawks, in der 2. Runde gegen die Los Angeles Rams aus. Auch in der Saison 2019 kam er in 14 Spielen, davon in drei von Beginn an, zum Einsatz. Nach der Saison wurde er erneut ein Free Agent, nachdem die Cowboys eine Option zur Verlängerung seines Vertrages nicht gezogen hatten.

### New York Giants

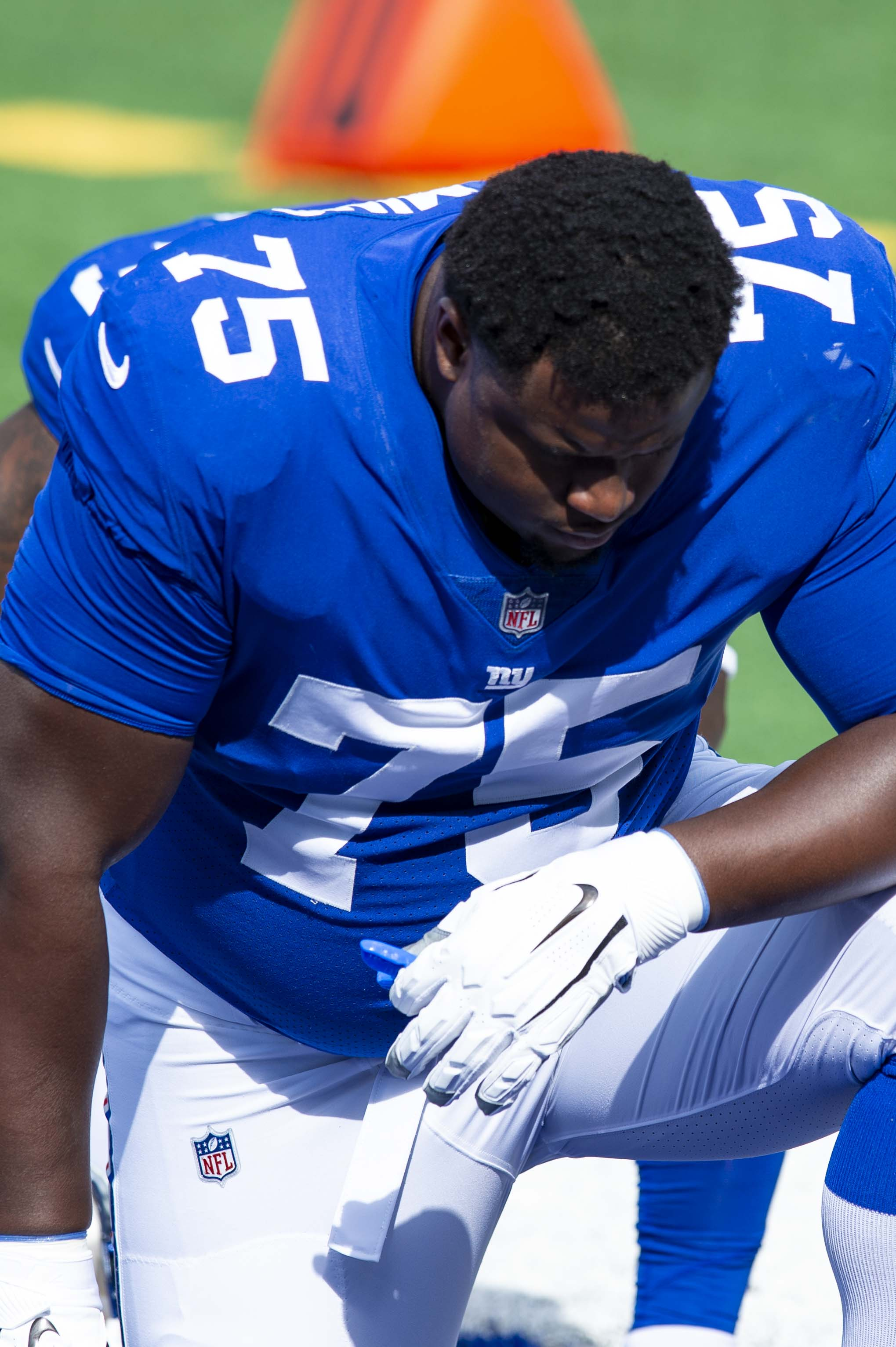
Cameron Fleming (2020)

Am 26. März 2020 unterschrieb er einen Vertrag bei den New York Giants. Damit folgte er seinem ehemaligen Head Coach bei den Dallas Cowboys, Jason Garrett, der dort Offensive Coordinator wurde. Sein Debüt für das neue Team gab er am 1. Spieltag bei der 16:26-Niederlage gegen die Pittsburgh Steelers. In der Saison 2020 war er erstmals in seiner NFL-Karriere Stammspieler und kam in allen 16 Spielen als Starter zum Einsatz.

### Denver Broncos
Im Mai 2021 nahmen die Denver Broncos Fleming für ein Jahr unter Vertrag. Er war dort jedoch kein wichtiger Bestandteil des Kaders und lediglich Backup. Sein Debüt gab er schließlich am 9. Spieltag beim 30:16-Sieg gegen die Dallas Cowboys. Insgesamt kam er in fünf Spielen zum Einsatz, davon viermal als Starter. Im Juli 2022 unterschrieb Fleming für ein weiteres Jahr in Denver. In der Saison 2022 wurde er schließlich Stammspieler auf der Position des Linken Tackles und kam in fast allen Saisonspielen als Starter zum Einsatz, lediglich zwei Spiele verpasste er verletzungsbedingt. Daneben konnte er in den Special Teams insgesamt zwei Tackles verzeichnen. Nach der Saison wurde er zunächst ein Free Agent. Am 24. Mai 2023 nahmen die Broncos Fleming für die Saison 2023 erneut unter Vertrag. Auch nach der Saison 2023 lief Flemings Vertrag zunächst aus und er blieb eine Zeit lang vereinslos, ehe er im Oktober 2024 in den Practice Squad der Broncos aufgenommen wurde. Bei der 16:23-Niederlage gegen die Los Angeles Chargers am 6. Spieltag kam er zu seinem einzigen Einsatz in der Saison.